# Port Vale Football Club 2011-2012
Questa voce raccoglie le informazioni riguardanti il Port Vale Football Club nelle competizioni ufficiali della stagione 2011-2012.

## Rosa
| N. |                        | Ruolo | Calciatore       |
| -- | ---------------------- | ----- | ---------------- |
| 1  | Inghilterra (bandiera) | P     | Chris Martin     |
| 2  | Inghilterra (bandiera) | D     | Adam Yates       |
| 3  | Inghilterra (bandiera) | C     | Rob Taylor       |
| 4  | Montserrat (bandiera)  | C     | Anthony Griffith |
| 5  | Inghilterra (bandiera) | D     | John McCombe     |
| 6  | Galles (bandiera)      | D     | Gareth Owen      |
| 7  | Inghilterra (bandiera) | C     | Doug Loft        |
| 8  | Inghilterra (bandiera) | A     | Louis Dodds      |
| 9  | Inghilterra (bandiera) | A     | Marc Richards    |
| 10 | Inghilterra (bandiera) | C     | Ryan Burge       |
| 11 | Inghilterra (bandiera) | A     | Tom Pope         |
| 12 | Inghilterra (bandiera) | P     | Stuart Tomlinson |
| 15 | Inghilterra (bandiera) | D     | Lee Collins      |
| 16 | Galles (bandiera)      | C     | Lewis Haldane    |

| N. |                        | Ruolo | Calciatore              |
| -- | ---------------------- | ----- | ----------------------- |
| 17 | Inghilterra (bandiera) | C     | Sean Rigg               |
| 18 | Inghilterra (bandiera) | C     | Sam Morsy               |
| 19 | Inghilterra (bandiera) | A     | Ben Williamson          |
| 21 | Inghilterra (bandiera) | D     | Kingsley James          |
| 22 | Inghilterra (bandiera) | D     | Phil Roe                |
| 23 | Inghilterra (bandiera) | D     | Charlie Raglan          |
| 24 | Inghilterra (bandiera) | P     | Sam Johnson             |
| 25 | Inghilterra (bandiera) | D     | Clayton McDonald        |
| 26 | Inghilterra (bandiera) | D     | Joe Davis               |
| 32 | Inghilterra (bandiera) | C     | Ryan Lloyd              |
| 33 | Inghilterra (bandiera) | C     | Dominic Thorley         |
| 35 | Camerun (bandiera)     | A     | Guy Madjo               |
| 36 | Inghilterra (bandiera) | C     | Jennison Myrie-Williams |
|    | Irlanda (bandiera)     | D     | Shane O'Connor          |